# 魯瑪烏帕齊拉
魯瑪乌帕齐拉是孟加拉国班多爾班縣的一个乌帕齐拉，位於吉大港专区的班多爾班縣。。

## 人口
據1991年孟加拉國人口普查，魯瑪共有戶數3,607戶，人口19,001人。其中男性佔比54.27%，女性佔比45.73%；成年人口10,144人。該地7歲以上人口之平均識字率為27.8%。